# ライノタイプ
ライノタイプ（Linotype）は鋳植機の一種である。

## 概要

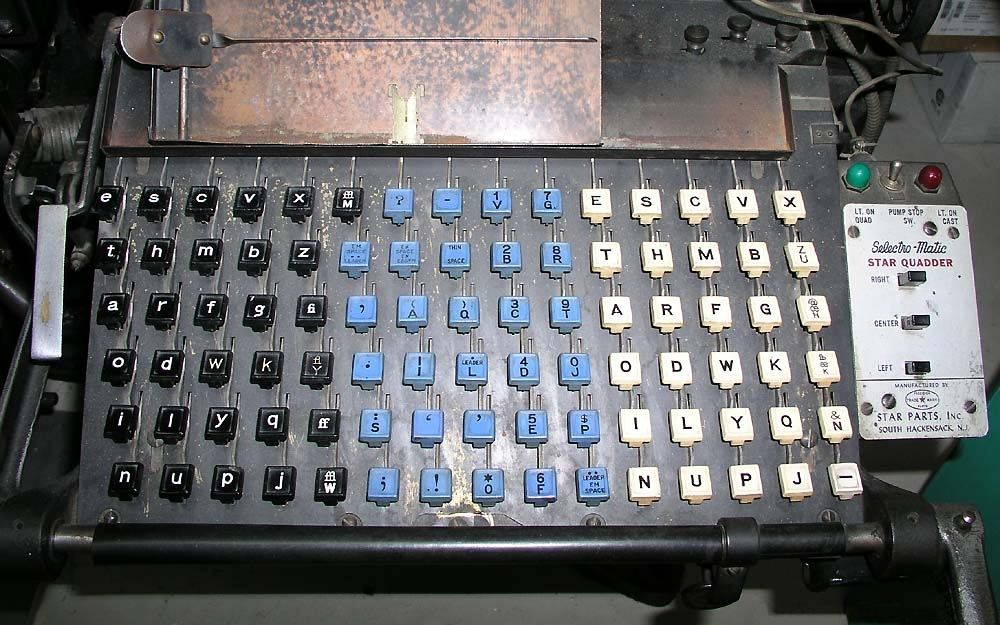
ライノタイプのキーボード部分

ライノタイプは、キーボードを打鍵する事によって、活字母を並べてそれを鋳型とし、それに溶けた鉛を流し込んで、新聞などの印刷版型を作成する装置である。単語や空白から成る横一行を丸ごと活字にする事が出来る。かつては印刷所などにあった。ライノタイプという名称は、Line of type （一行の活字）を省略したものである。
機能として類似しているものに、行単位ではなく文字単位で活字を並べて鋳造していくモノタイプがあるが、内部の機構としてはかなり異なる。一字だけの訂正がしやすいモノタイプが重宝がられることも多かったが、組版速度が要求されるような現場ではライノタイプの出番であった。
これは活版印刷の複数の工程を一人の職人の手元に集結させてしまう革命的なもので、活字の母型は側面にそれぞれ文字ごとに異なる刻み目を持つ独特の形状をしており、打鍵操作をすると、ストックから缶飲料の自動販売機のように垂直の筒の中を落ちてきて、一定の位置に順次置かれていく。一行分の組版が終わると鋳造部に移動し、活字合金が流し込まれて版が出来る。使用済みの母型は解版されて、各文字のストックに自動的に戻される。このとき母型の側面に刻まれた形状によって機械は自動的に文字を判別するようになっている。

## 歴史
この装置のアイデアは1800年代中頃からあった。1886年にオットマール・マーゲンターラーが初めて発表した。それは非常に大型で高さは2.1mもあり、また複雑であったが、1900年代には地方新聞社などにもあったようである。しかし次第に版その物を鋳造できる装置に置き替えられ、現在では写真植字機・DTPの隆盛の彼方に消え去っている。
この装置に関しては、作家のフレドリック・ブラウンがしばしば、短編中に登場させている。たとえば、"ETAOIN SHRDLU"があげられる。
トワイライト・ゾーンのシーズン９第4話の「魅いられた男（原題:Printer's Devil)」では、雇った新聞記者がライノタイプで入力する場面、およびライノタイプの全体を見ることができる。
東京の印刷博物館に、実物と模型、説明ビデオが展示されている。
1930年（昭和5年）、日本タイプライター社（現・キヤノンセミコンダクターエクイップメント）がライノタイプと邦文タイプライターを折衷した機器を考案。手で植字すると1分間で約20字という速さを機械で約30字まで引き上げることができるとして注目を浴びたが、参考価格が1台8500円と高額であるなどから普及するに至らなかった。